# NGC 731
NGC 731 est une galaxie elliptique située dans la constellation de la Baleine. NGC 731 a été découverte par l'astronome germano-britannique William Herschel en 1785. Cette galaxie a aussi été observée par l'astronome américain Ormond Stone en 1886 et elle a été ajoutée au New General Catalogue sous la désignation NGC 757.

## Caractéristiques
Sa vitesse par rapport au fond diffus cosmologique est de 3 563 ± 21 km/s, ce qui correspond à une distance de Hubble de 52,6 ± 3,7 Mpc (∼172 millions d'al).
À ce jour, une mesure non basée sur le décalage vers le rouge (redshift) donne une distance d'environ 52,800 Mpc (∼172 millions d'al). Cette valeur est à l'intérieur des valeurs de la distance de Hubble.